# Gerichtsbezirk Sebastiansberg
Der Gerichtsbezirk Sebastiansberg (tschechisch soudní okres Bastianperk) war ein dem Bezirksgericht Sebastiansberg unterstehender Gerichtsbezirk im Kronland Böhmen. Er umfasste Gebiete im Nordwesten Böhmens im Okres Chomutov. Zentrum des Gerichtsbezirks war die Stadt Sebastiansberg (Bastianperk). Das Gebiet gehörte seit 1918 zur neu gegründeten Tschechoslowakei und ist seit 1991 Teil der Tschechischen Republik.

## Geschichte
Die ursprüngliche Patrimonialgerichtsbarkeit wurde im Kaisertum Österreich nach den Revolutionsjahren 1848/49 aufgehoben. An ihre Stelle traten die Bezirks-, Landes- und Oberlandesgerichte, die nach den Grundzügen des Justizministers geplant und deren Schaffung am 6. Juli 1849 von Kaiser Franz Joseph I. genehmigt wurde. Der Gerichtsbezirk Sebastiansberg gehörte zunächst zum Kreis Saaz und umfasste 1854 die sechs Katastralgemeinden Märzdorf, Neudorf, Raizenhain, Sebastiansberg, Sonnenberg und Ulmbach. Der Gerichtsbezirk Sebastiansberg bildete im Zuge der Trennung der politischen von der judikativen Verwaltung ab 1868 gemeinsam mit den Gerichtsbezirken Komotau (Chomutov) und Görkau den Bezirk Komotau.
Im Gerichtsbezirk Sebastiansberg lebten 1869 5.217 Menschen, 1900 waren es 7.189 Personen. Der Gerichtsbezirk Sebastiansberg wies 1910 eine Bevölkerung von 7.132 Personen auf, von denen 7.034 Deutsch als Umgangssprache angaben. Im Gerichtsbezirk lebten 1910 keine Tschechischsprachigen, jedoch wurden 98 Anderssprachige oder Staatsfremde gezählt.
Durch die Grenzbestimmungen des am 10. September 1919 abgeschlossenen Vertrages von Saint-Germain kam der Gerichtsbezirk Sebastiansberg vollständig zur neugegründeten Tschechoslowakei, wobei die Gerichtseinteilung bis 1938 im Wesentlichen bestehen blieb. Nach dem Münchner Abkommen wurde das Gebiet dem Landkreis Komotau bzw. dem Sudetenland zugeschlagen und wurde nach dem Zweiten Weltkrieg Teil des Okres Chomutov, zu dem es bis heute gehört. Nachdem die Bezirksbehörden im Zuge einer Verwaltungsreform 2003 ihre Verwaltungskompetenzen verloren hatten, werden diese von den Gemeinden bzw. dem Ústecký kraj wahrgenommen. Zudem wurde das Gebiet um Bastianperk seit Beginn des 21. Jahrhunderts mit anderen Bezirken zusammengefasst.

## Gerichtssprengel
Der Gerichtssprengel umfasste Ende 1914 die acht Gemeinden Kienhaid (Načetín I), Märzdorf (Merzdorf), Natschung (Vnače), Neudorf (Nová Ves), Reizenhain (Pohraniční), Sebastiansberg (Bastianperk), Sonnenberg (Suniperk) und Ulmbach (Jilmová).